# Nuevas Poblaciones de Andalucía y Sierra Morena

Les Nuevas Poblaciones de Andalucía y Sierra Morena étaient une intendance espagnole créée en 1767 et supprimée en 1813.
Elles étaient divisées en deux parties : les Nuevas Poblaciones de Andalucía et les Nuevas Poblaciones de Sierra Morena.
Les Nuevas Poblaciones de Andalucía comprenaient quatre feligresías : La Carlota, La Luisiana, Fuente Palmera et San Sebastián de los Ballesteros.
Les Nuevas Poblaciones de Sierra Morena comprenaient neuf feligresías : La Carolina, Navas de Tolosa, Carboneros, Guarromán, Rumblar, Santa Elena, Aldeaquemada, Arquillos et Montizón.